# Кръстьо Петков (революционер)
Вижте пояснителната страница за други личности с името Кръстьо Петков.
Кръстьо Петков Мармаров, Мармарев, Медикаров или Мармирев е български общественик и революционер.

## Биография
Кръстю е роден на 6 август 1874 година в Мерхамли,  Османската империя, днес Пеплос, Гърция, в семейството на Петко Мармарев. Племенник е на Петко войвода, син на негова сестра. 
Петко Киряков има две живи и задомени сестри, Тодора и Петра! Наследниците на Тодора са установени в София, следователно, Петра Каракиркова ще е майката на Кръстю. За съжаление в смъртния акт е записан само баща му. В книгата „История на селата Тахтаджик и Мерхамли“, издадена от Исторически музей Свиленград, в стари записки на няколко преселника от Мерхамли се твърди, че майката на Кръстю Петков се казва Ружа Мармарова и е първа братовчедка на Груда Каракиркова. 
21 години след смъртта на Петко Киряков във Варна, през 1921 година, Кръстю Петков пише писмо до Христо Караманджуков, в което нарича войводата „покойния ми вуйка“.
Занимава се с търговия във Варна и е един от организаторите на тракийското емигрантско дружество „Странджа“. Подпомага активно Вътрешната македоно-одринска революционна организация. Включва се в подготовката на Илинденско-Преображенското въстание.
След кончината на Петко войвода и по негова заръка, Кръстю Мармаров, се жени за Люба Кръстева Мармарова, племенничка на съругата на войводата, Рада Кравкова. Имат общо 5 деца.
Кръстю Петков Мармиров умира на 16 февруари 1956 година, на 82 години в Ботевград, където е интерниран от комунистическата власт, без пенсия. Кръстю и Люба са погребани в Ботевградските гробища. 